# Awaous grammepomus
Awaous grammepomus е вид лъчеперка от семейство Попчеви (Gobiidae).

## Разпространение
Видът е разпространен в Бангладеш, Виетнам, Индия (Гоа и Тамил Наду), Индонезия, Камбоджа, Китай, Малайзия (Западна Малайзия, Сабах и Саравак), Мианмар, Провинции в КНР, Тайван, Тайланд, Филипини и Шри Ланка.